# László Bellák
László „Laci“ Bellák (* 11. Februar 1911 in Budapest, Österreich-Ungarn; † 20. September 2006 in Miami, Florida) war ein ungarischer und amerikanischer Tischtennisspieler. Er gewann Ende der 1920er und in den 1930er Jahren bei Weltmeisterschaften insgesamt sieben Goldmedaillen.

## Ungarn
Als 13-Jähriger begann Bellák mit dem Tischtennissport. Gleichzeitig mit Miklós Szabados und seinem Freund Victor Barna steigerte er seine Spielstärke. In Fachkreisen wurde dieses Trio auch die drei Musketiere genannt. Mit dem Verein Nemzeti Sport Club gewann er 1928 die ungarische Mannschaftsmeisterschaft.
1928 wurde er für die Weltmeisterschaft in Stockholm nominiert. Hier erreichte er im Einzel das Endspiel, das er gegen seinen Landsmann Zoltán Mechlovits verlor. Mit Sándor Glancz kam er im Doppel ins Halbfinale, mit der ungarischen Mannschaft gewann er Gold. Bellák nahm von 1928 bis 1938 an zehn Weltmeisterschaften teil. Dabei wurde er einmal im Mixed und sechsmal mit dem Team Weltmeister. Silber gewann er dreimal im Einzel, dreimal im Doppel, einmal im Mixed und zweimal mit der Mannschaft Ungarns.
Bellák garnierte sein Spiel gerne mit publikumswirksamen Showeinlagen. Kritiker meinten, dass dies noch größere Erfolge verhinderte. Im Team mit Miklós Szabados und Victor Barna, oft auch mit Sándor Glancz, veranstaltete er Showturniere auf der ganzen Welt, um dem Tischtennissport zu mehr Popularität zu verhelfen.
Von 1931 bis 1932 lebte Bellák in Berlin. Hier verdiente er seinen Lebensunterhalt als Trainer und als Angestellter im Kaufhaus Nathan Israel.

## USA
1938 übersiedelte Bellák wegen seiner jüdischen Herkunft in die Vereinigten Staaten. Hier hatte er bereits 1937 und 1938 die offenen Meisterschaften im Einzel gewonnen. In den folgenden Jahren gewann er weitere 23 Titel bei amerikanischen Meisterschaften.
Während des Zweiten Weltkrieges trat er als Freiwilliger fünf Jahre lang der amerikanischen Armee bei, die ihn vorwiegend in Indien und Burma einsetzte. Anfang der 1950er Jahre lebte er in Australien.
Internationale Erfolge erzielte er noch bei Seniorenweltmeisterschaften. Hier holte er zweimal Gold im Doppel, nämlich 1982 mit Christian Juhl (Dänemark) in der Altersklasse Ü70 und 1992 mit Trevor Jenkins (England) in der Klasse Ü80.

## Andere Tätigkeiten
1950 gründete er die Firma Bellak Color Corporation, die auf dem Gebiet der Lithografie tätig war. 1979 verließ er diese Firma, um verstärkt an Seniorenturnieren teilzunehmen. 1990 verfasste er das Buch Table Tennis—How A New Sport Was Born - The History of the Hungarian Team Winning 73 Gold Medals.

## Auszeichnungen
Bellák wurde von mehreren Organisationen in die jeweilige Hall of Fame aufgenommen:
- 1980 vom amerikanischen Tischtennisverband
- 1993 vom Welt-Tischtennisverband ITTF in die ITTF Hall of Fame[8]
- 1995 in International Jewish Sports Hall of Fame
- 1996 vom Tischtennisverband Floridas[9]

## Erfolge
- Weltmeisterschaften
  - 1928 in Stockholm
    - Einzel Platz zwei, Doppel mit Sándor Glancz Halbfinale, Sieg mit der Mannschaft

  - 1929 in Budapest
    - Doppel mit Sándor Glancz Platz zwei, Mixed mit Magda Gál Platz 2

  - 1930 in Berlin
    - Einzel Platz zwei, Doppel mit Sándor Glancz Halbfinale, Sieg mit der Mannschaft

  - 1931 in Budapest
    - Mixed mit Marta Komaromi (Ungarn) Halbfinale, Sieg mit der Mannschaft

  - 1932 in Prag
    - Doppel mit Sándor Glancz Platz zwei, Mannschaft Platz zwei

  - 1934 in Paris
    - Einzel Platz zwei, Mixed mit Kathleen Berry (England) Halbfinale, Sieg mit der Mannschaft

  - 1935 in Wembley
    - Doppel mit István Kelen Halbfinale, Sieg mit der Mannschaft

  - 1936 in Prag
    - Platz drei mit der Mannschaft

  - 1937 in Baden (Österreich)
    - Platz zwei mit der Mannschaft

  - 1938 in Wembley
    - Doppel Platz zwei mit Victor Barna, Sieg im Mixed mit Wendy Woodhead (England), Sieg mit der Mannschaft
- Seniorenweltmeisterschaften
  - 1982 in Göteborg
    - Ü70: Doppel mit Christian Juhl (Dänemark)

  - 1992 in Dublin
    - Ü80: Doppel mit Jenkins (England)
- Internationale Deutsche Meisterschaften[10]
  - 1926/27 Einzel Platz zwei, Doppel mit Sándor Glancz Platz zwei, Sieg im Mixed mit Mona Rüster
  - 1927/28 Sieg im Doppel mit Sándor Glancz
  - 1930/31 Einzel Platz zwei, Doppel mit Charles Bull (England) Platz drei, Mixed mit Mona Rüster Platz zwei
  - 1931/32 Einzel Platz drei, Doppel mit István Boros Platz zwei, Mixed mit Hedwig (Deutschland) Platz vier
- Offene englische Meisterschaften
  - 1938 Sieg im Doppel mit Victor Barna
  - 1939 Sieg im Doppel mit Victor Barna
- Siege bei den Nationalen ungarischen Meisterschaften[11]
  - 1927: Doppel mit Sándor Glancz, Mixed mit Anna Sipos
  - 1936: Doppel mit Miklós Szabados, Mixed mit Ida Ferenczy
- Ungarische Mannschaftsmeisterschaft
  - Sieg mit Nemzeti Sport Club

## Turnierergebnisse
| Verband | Veranstaltung     | Jahr | Ort       | Land | Einzel        | Doppel        | Mixed         | Team |
| ------- | ----------------- | ---- | --------- | ---- | ------------- | ------------- | ------------- | ---- |
| HUN     | Weltmeisterschaft | 1938 | Wembley   | ENG  | letzte 64     | Silber        | Gold          | 1    |
| HUN     | Weltmeisterschaft | 1937 | Baden     | AUT  | letzte 64     | Viertelfinale | letzte 16     | 2    |
| HUN     | Weltmeisterschaft | 1936 | Prag      | TCH  | letzte 16     | Viertelfinale | letzte 16     | 3    |
| HUN     | Weltmeisterschaft | 1935 | Wembley   | ENG  | Viertelfinale | Halbfinale    | letzte 16     | 1    |
| HUN     | Weltmeisterschaft | 1934 | Paris     | FRA  | Silber        | Viertelfinale | Halbfinale    | 1    |
| HUN     | Weltmeisterschaft | 1932 | Prag      | TCH  | letzte 32     | Silber        | Viertelfinale | 2    |
| HUN     | Weltmeisterschaft | 1931 | Budapest  | HUN  | letzte 32     | Viertelfinale | Halbfinale    | 1    |
| HUN     | Weltmeisterschaft | 1930 | Berlin    | FRG  | Silber        | Halbfinale    | Viertelfinale | 1    |
| HUN     | Weltmeisterschaft | 1929 | Budapest  | HUN  | letzte 64     | Silber        | Silber        |      |
| HUN     | Weltmeisterschaft | 1928 | Stockholm | SWE  | Silber        | Halbfinale    | Scratched     | 1    |